# Penicillium
Penicillium è un genere di fungo che ha importanti utilizzi in campo medicinale e agroalimentare. Include specie come:
- Penicillium chrysogenum = Penicillium notatum, che produce il notissimo antibiotico penicillina
- Penicillium glaucum, utilizzato nella produzione del formaggio Gorgonzola
- Penicillium camemberti = Penicillium candidum = Penicillium caseicola = Penicillium biforme[1], utilizzato nella produzione dei formaggi Camembert e Brie
- Penicillium roqueforti, utilizzato nella produzione dei formaggi Roquefort, Stilton e Danish Blue[2]
- Penicillium digitatum
- Penicillium expansum
- Penicillium italicum
- Penicillium marneffei, specie presente nel sudest asiatico, pericolosamente infettiva nei malati di AIDS[3]

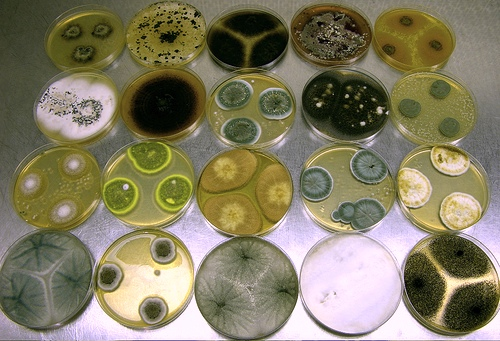
Varie specie di Penicillium e Aspergillus in coltura.

- Penicillium purpurogenum
- Penicillium bilaiae
- Penicillium stoloniferum
- Penicillium islandicum